# Vladimir Bolea
Vladimir Bolea (n. 23 septembrie 1971, Carabetovca, RSS Moldovenească, URSS) este un politician, jurist și istoric din Republica Moldova. Din martie 2019 până în iulie 2022 a deținut funcția de deputat în Parlamentul Republicii Moldova (legislatura a X-a). La 8 iulie 2022 a fost numit în funcția de ministru al agriculturii și industriei alimentare în Guvernul Natalia Gavrilița, pe care continuă s-o dețină și-n Guvernul Dorin Recean. În Guvernul este de asemenea viceprim-ministru. Este vicepreședinte al Partidului Acțiune și Solidaritate (PAS). 

## Biografie
A învățat la Școala Superioară Militar-Politică de Apărare Antiaeriană din Leningrad, Federația Rusă (Ленинградское высшее военно-политическое училище противовоздушной обороны), totuși studiile de bază și le-a făcut la Universitatea de Stat din Moldova. Inițial Facultatea de Istorie, apoi cea de Drept, iar ulterior și masteratul în drept economic.
Cariera lui profesională e legată în mare parte de SC GFC Holboca SRL, o companie pe care a fondat-o în Iași, România, și la care a fost director mai bine de 5 ani. Între timp a fost instructor în economie la Școala de Studii Avansate în Jurnalism din Chișinău, un proiect al Centrului pentru Jurnalism Independent din Republica Moldova.
Este președinte al Organizației teritoriale Chișinău a Partidul Acțiune și Solidaritate (PAS) și membru al Biroului Permanent Național al formațiunii.
La parlamentarele din februarie 2019 a candidat și a învins pe Circumscripția nr. 27 - mun. Chișinău, fiind reprezentantul Blocului electoral ACUM, format din Platforma Demnitate și Adevăr și PAS.